# Nils Hägg
Nils Vilhelm Hägg, född 23 april 1875 i Bjuråker, Hälsingland, död 21 december 1950 i Stockholm, var en svensk riksspelman och revisor. Han var brorson till tonsättaren Jacob Adolf Hägg.

## Biografi
Nils Hägg växte upp i Hedvigsfors, där fadern var bruksförvaltare. Senare flyttade familjen till Hudiksvall, när fadern blev bankdirektör där. Hägg var senare underofficer under spansk-amerikanska kriget 1898 och stationerad på Filippinerna 1901–1904. Från 1906 arbetade han som kassör vid Iggesunds bruk, och var bosatt i Iggesund 1912–1921. Därefter flyttade han till Stockholm och arbetade som revisor hos L.M. Eriksson och Bohlins revisionsbyrå.
Han var med och bildade Stockholms Spelmansgille 1944 tillsammans med Ernst Granhammar, Sven Kjellström, Allan Manneberg och John Carlö. Förutom spelman var han också kompositör och upptecknare av låtar, företrädesvis från Hälsingland. Han tilldelades Zornmärket i guld 1946 tillsammans med fem andra mottagare, i samband med den 13:e Nordiska Bygdeungdomsstämman i Stockholm.
Han var gift från 1912 med Maja Fredrika Collberg (1888–1958).